# دامفریشر
دامفریشر (به انگلیسی: Dumfriesshire) یک منطقهٔ مسکونی در اسکاتلند است که در دامفریس و گالووی واقع شده‌است.